# Garthiellinae
Garthiellinae is een onderfamilie van kreeftachtigen uit de klasse van de Malacostraca (hogere kreeftachtigen).

## Geslacht
- Garthiella Titgen, 1986